# Pirate Island
Pirate Islands (Pirate Island: Entra en el juego en España) es una serie de televisión infantil australiana estrenada en Network Ten en 2003. La serie fue retransmitida en 4Kids TV en 2003. También se proyectó en Nickelodeon Reino Unido a principios de 2008. También se ha proyectado en Disney Channel Australia, en Disney Channel España, en el canal de CITV en el Reino Unido y en VTC9 (Vietnam). Existe una secuela llamada Pirate Islands: The Lost Treasure of Fiji.

## Sinopsis
Tres niños, Kate, Nicholas y Sarah, los cuales son hermanos, han entrado accidentalmente con un escáner a Pirate Island, un juego creado por su padre, y se encuentran atrapados en una isla pirata generada por un ordenador. Pierden su escáner, el único artefacto que puede regresar a su propio mundo, a manos del feroz Capitán Blackheart, cuyo mal carácter es solo comparable a su incompetencia. La isla contiene un asentamiento de los niños náufragos, que necesitan urgentemente obtener el tesoro del capitán Quaid para poder volver a su casa. Su líder, Mars, se siente cada vez más atraído por Kate, la mayor de los tres niños, para gran disgusto de Carmen, que también siente un gran afecto por él. El fantasma del capitán Quaid se limita a quedarse en un barco que naufragó en la costa de la isla y no es de ninguna utilidad cuando se trata de encontrar su tesoro, hasta casi el final de la serie. Belle (Campanita en España), una flor sensible que se comunica por el tintineo, es probablemente más inteligente que cualquier otro personaje en la trama.

## Personajes
Los actores con sus respectivos personajes.
- Brooke Harman como Kate Redding
- Nicholas Donaldson como Nicholas Redding
- Eliza Taylor-Cotter como Sarah Redding
- Oliver Ackland como Mars
- Colin Moody como el Capitán Blackheart
- Lucia Smyrk como Carmen
- Darcy Bonser como Perry
- Jim Daly como Dugal
- Andy McPhee como Jack el Degollador
- Jasper Bagg como Darcy el Guaperas
- Franklyn Ajaye como Cinco Especias
- Ziggy Crowe como Gigante
- Russell Allan como Sam el Feo
- Graham Jahne como Cuervo
- Derrick Murphy como Pete
- John Stanton como El Fantasma del Capitán Quade

## Doblaje en castellano
Los actores de doblaje de la serie en España.
- Kate Redding: Pilar Martín
- Nicholas Redding: Adolfo Moreno
- Sarah Redding: Cristina Yuste
- Mars: Pablo Sevilla
- Capitán Blackheart: Pablo Adán
- Carmen: Ana Jiménez
- Perry: Juan Antonio Castro